# Programowalna sieć komputerowa
Programowalna sieć komputerowa (ang. Software Defined Network, SDN) – koncepcja architektury sieci polegająca na wydzieleniu z urządzenia sieciowego inteligentnego, tj. zarządczo-sterującego komponentu i pozostawienie dla tego urządzenia wyłącznie zadań polegających na przesyłaniu danych w pakietach pomiędzy portami.
Koncepcja ta jest wspierana przez organizację Open Networking Foundation.
Architektura PSK jest warstwowa:
- warstwa aplikacji,
- warstwa sterowania  (zarządzania lub kontroli),
- warstwa infrastruktury (sprzętu).

Ogólnie powyższy model architektury oznacza, że aplikacje sieciowo dostarczające do oprogramowania użytkowego dane, za pośrednictwem centralnego sterownika określają jak w czasie takiego dostarczania ma funkcjonować sieć. Sterownik (kontroler) centralny zarządza urządzeniami sieciowymi za pomocą protokołu OpenFlow i tablic przepływów danych, a także określa trasowanie (rutowanie) pakietów. Syntetycznie oznacza to programowanie działania sieci komputerowej.